# اچ‌ام‌اس ملتون
اچ‌ام‌اس ملتون (به انگلیسی: HMS Melton) یک کشتی بود که طول آن ۲۳۵ فوت (۷۲ متر) بود. این کشتی در سال ۱۹۱۶ ساخته شد.